# Cabane de Moiry
La Cabane de Moiry (2.825 m s.l.m.) è un rifugio alpino situato nelle Alpi Pennine nella Val d'Anniviers.

## Caratteristiche
È collocata sul fianco del Ghiacciaio di Moiry e sopra il lago di Moiry.

## Storia

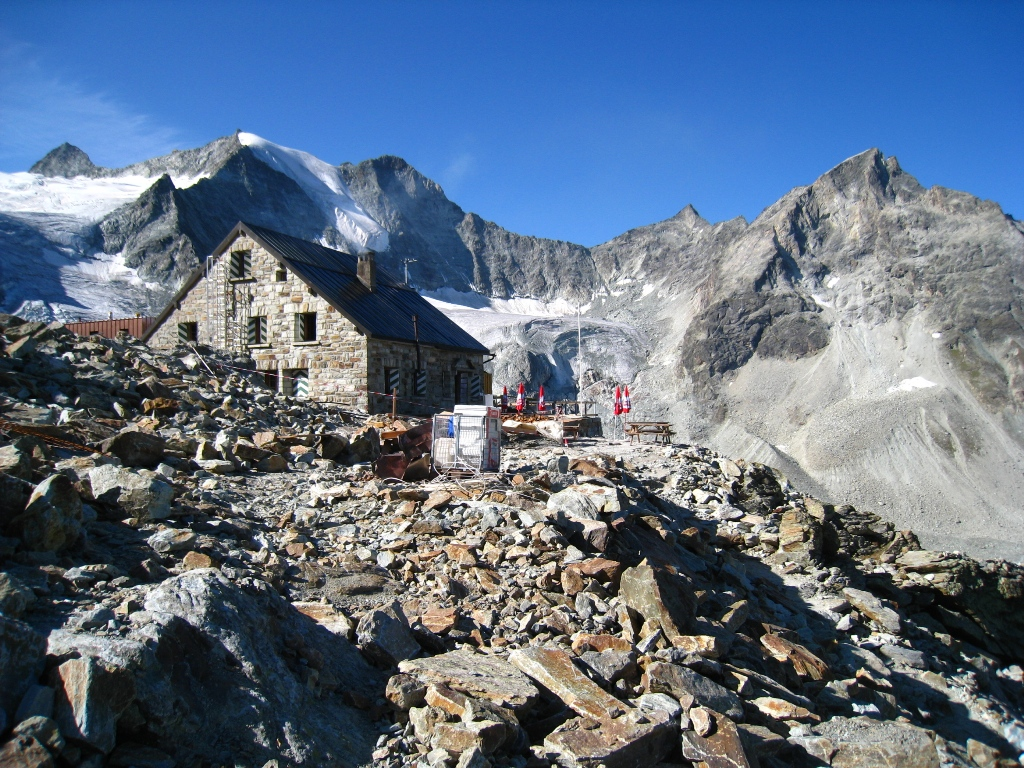
La capanna storica con i lavori di costruzione della nuova parte nel 2009.

Una prima capanna è stata costruita nel 1924.
Nel 2010 a fianco di quella storica è stato costruito un nuovo edificio e quello storico è stato completamente rinnovato.

## Accesso
Il rifugio è raggiungibile in circa un'ora e mezza a partire dalla diga di Moiry.

## Ascensioni
- Grand Cornier - 3.962 m
- Punta di Bricola - 3.658 m
- Pointes de Mourti - 3.564 m
- Pigne de la Lé - 3.396 m

## Traversate
- Cabane du Grand Mountet - 2.886 m
- Cabane du Petit Mountet - 2.142 m